# Luis Miguel Garcés
Luis Miguel Garcés (n. Machala, El Oro, Ecuador; 12 de diciembre de 1982) es un exfutbolista y entrenador de fútbol ecuatoriano y actualmente dirige a Fuerza Amarilla Sporting Club de la Serie A de Ecuador.

## Trayectoria
En el 2001-2004 y luego del 2006-2007 militó en Club Social y Deportivo Macará, club que le dio renombre.
En el 2005, defendió a la Liga Deportiva Universitaria de Quito.En el 2008 defendió los colores del Barcelona Sporting Club, luego en 2009 es cedido al Club Social y Deportivo Macará y luego de un  buen año con Macara retorna nuevamente al Barcelona.
Nuevamente pasa a ser parte del plantel del Barcelona Sporting Club. En 2012 pasa a Fuerza Amarilla Sporting Club y a mediados de 2012 es fichado por el Mushuc Runa.
Como entrenador fue nombrado director técnico del equipo principal de Fuerza Amarilla en octubre de 2019, el equipo orense disputaba en ese momento la Serie A de Ecuador.

## Clubes

### Como jugador
| Club                    | País    | Año         |
| ----------------------- | ------- | ----------- |
| Macará                  | Ecuador | 2001 - 2004 |
| Liga de Quito           | Ecuador | 2005        |
| Macará                  | Ecuador | 2006 - 2007 |
| Barcelona Sporting Club | Ecuador | 2008        |
| Macará                  | Ecuador | 2009        |
| Barcelona Sporting Club | Ecuador | 2010        |
| Fuerza Amarilla         | Ecuador | 2012        |
| Mushuc Runa             | Ecuador | 2012        |
| Macará                  | Ecuador | 2013        |
| Ferroviarios            | Ecuador | 2013        |
| Fuerza Amarilla         | Ecuador | 2014        |
| Espoli                  | Ecuador | 2015        |
| Anaconda                | Ecuador | 2016        |

### Como entrenador
| Club            | País    | Año             |
| --------------- | ------- | --------------- |
| Fuerza Amarilla | Ecuador | 2019 - presente |

## Palmarés

### Títulos nacionales
| Título             | Club          | País    | Año  |
| ------------------ | ------------- | ------- | ---- |
| Serie A de Ecuador | Liga de Quito | Ecuador | 2005 |